# Simona Gay
Simona Gay o Simona Pons i Trainier (Illa, 18 de gener de 1898 - 26 de març del 1969) va ser una poeta i aquarel·lista rossellonesa i la primera dona que escrigué en català al segle xx a la Catalunya del Nord.
Va ser una figura important en la recuperació del folklore del Rosselló. És autora d'Aigües vives (1932), Lluita amb l'àngel (1938) i La gerra al sol (1965).

## Biografia
Simona Pons va ser el quart infant de Simó Pons, metge a Illa, i d'Antoinette Trainier. El seu germà era el poeta Josep Sebastià Pons. "Foren germans de sang i poesia", com escriví Carles Riba. Tots dos s'abeuraren als paisatges de la vila natal, Illa de Tet; l'Aspre, el Riberal, les fonts, les places. Comparteixen, en la vida i en l'obra poètica, indrets familiars, Sant Pere del Bosc, Sant Miquel de Llotes, les Corberes, Sant Julià, Casanoves, el Bulès, la vista, esplèndida, del Canigó. No hi trobem ni descripcions del "nord" ni del París del Barri Llatí, on Simona Gay visqué uns anys. Juntament amb els indrets de la terra natal descriu altres llocs on, circumstancialment, ha fet estada: Girona, Andorra, Val d'Aran, Font-romeu. Amb els anys, el paisatge descrit per Simona Gay no serà només el referit al seu estat d'ànim, sinó que assolirà una dimensió vinculada a l'entorn familiar, ja que esdevindrà el símbol del record dels seus avantpassats, la "cendra viva" dels records. Amb la mort del germà, la descripció i l'evocació dels paisatges comuns s'intensifiquen, identificant la desaparició de l'ésser estimat i la transformació de la terra i dels paisatges que semblaven eterns, a inicis dels anys seixanta, que la poeta pressent com una desaparició definitiva que no podrà fer reviure més" que per mitjà de la paraula poètica.
Feu els seus estudis en francès, a l'escola del poble, i més endavant a les benedictines de Portbou. Jove, es va casar amb un cosí, Léon Gay, i tots dos visqueren a diverses ciutats franceses (Pontoise, Reims, Versalles) fins que es van instal·lar a París.
La seva etapa com a escriptora comença amb la col·laboració a revistes locals i amb la participació, l'any 1927, als Jocs Florals de Perpinyà on obté les primeres distincions. Al mateix temps inicia la recuperació d'una bona part del folklore rossellonès.
Simona Gay començà la seva activitat d'escriptora aviat, en una carrera que es desvetllà a partir del 1926, amb la col·laboració a revistes locals, quan començà a presentar versos a homenatges i certàmens, i l'any 1927, amb la participació als Jocs Florals de Perpinyà, on obtingué els primers reconeixements. L'escriptor i crític Tomàs Garcés la donà a conèixer com a poetessa, i el poeta Josep Bonafont (El pastorellet de la Vall d'Arles de pseudònim) va publicar-la a finals dels anys 20 a la Revue Littéraire et Historique du Diocèse de Perpignan. Va col·laborar en diverses revistes locals i el 1927 participà en els Jocs Florals de Perpinyà, on obtingué les primeres distincions i feu amistat amb el poeta Gumersind Gomila. Publicà el seu primer llibre de poesies, Aigües vives, el 1932, amb pròleg del poeta Tomàs Garcés, amic de l'autora. El 1935 guanyà el premi dels Jocs Florals de Tolosa amb el poema Aigua i sol, que posteriorment inclogué al recull Lluita amb l'àngel.
Del 1934 en endavant encetà una tasca de recuperació de les tradicions rosselloneses (a base de documents diversos, d'enregistraments i fotos) que ha romàs gairebé completament inèdita fins a començaments del segle XXI. Col·laborà a La Revista, Clarisse, La Nau i, entre 1956 i 1965, ho feu a La Tramontane. Va morir a la seva Illa natal.

## Obres
- Aigües vives = Eaux vives, París: Occitania, 1932 (poemes catalans amb la traducció francesa acarada). Pròleg de Tomàs Garcés.
- Lluita amb l'àngel = Lutte avac l'ange, Paris: Noël, 1938 (poemes catalans amb la traducció francesa acarada)
- La gerra al sol: poemes, Barcelona: Barcino, 1965. Pròleg de Marià Manent.
- Obra poètica, Barcelona: Columna, 1992. Edició a cura de Miquela Valls.